# Eleuteriusz (Bogojawleński)
Eleuteriusz, imię świeckie Dymitr Jakowlewicz Bogojawleński (ur. 2 października?/14 października 1870, 1868 lub 1869 w Starym Oskole, zm. 31 grudnia 1940 w Wilnie) – duchowny Rosyjskiego Kościoła Prawosławnego. Jako biskup wileński i litewski działał w latach 1919–1922 na ziemiach II Rzeczypospolitej, czynnie sprzeciwiając się staraniom na rzecz uzyskania przez Kościół prawosławny w Polsce autokefalii. Wydalony z Polski, rezydował do 1939 w Kownie. Przyczynił się do odrodzenia prawosławnego życia parafialnego na ziemiach litewskich. W latach 1931–1940 łączył godność metropolity wileńskiego i litewskiego z godnością egzarchy zachodnioeuropejskiego.

## Życiorys

### Wczesna działalność
Urodził się w rodzinie ubogiego psalmisty cerkiewnego w guberni kurskiej. Ukończył seminarium duchowne w Kursku, a następnie uczył w szkole cerkiewnej w Jamskiej Słobodzie, wówczas ożenił się. W 1890 r. został wyświęcony na kapłana i skierowany do pracy duszpasterskiej w parafii Opieki Matki Bożej w Trostiancu w guberni kurskiej. Po dziesięciu latach małżeństwa owdowiał. Wstąpił wówczas do Petersburskiej Akademii Duchownej, którą ukończył w 1904 r. z tytułem kandydata teologii. W tym samym czasie złożył śluby zakonne. Jako absolwent akademii został skierowany do pracy w charakterze wykładowcy homiletyki w seminarium duchownym w Kamieńcu Podolskim. W 1906 r. został inspektorem seminarium duchownego w Chełmie. Trzy lata później otrzymał godność archimandryty i objął obowiązki rektora seminarium duchownego w Smoleńsku.

### Biskup

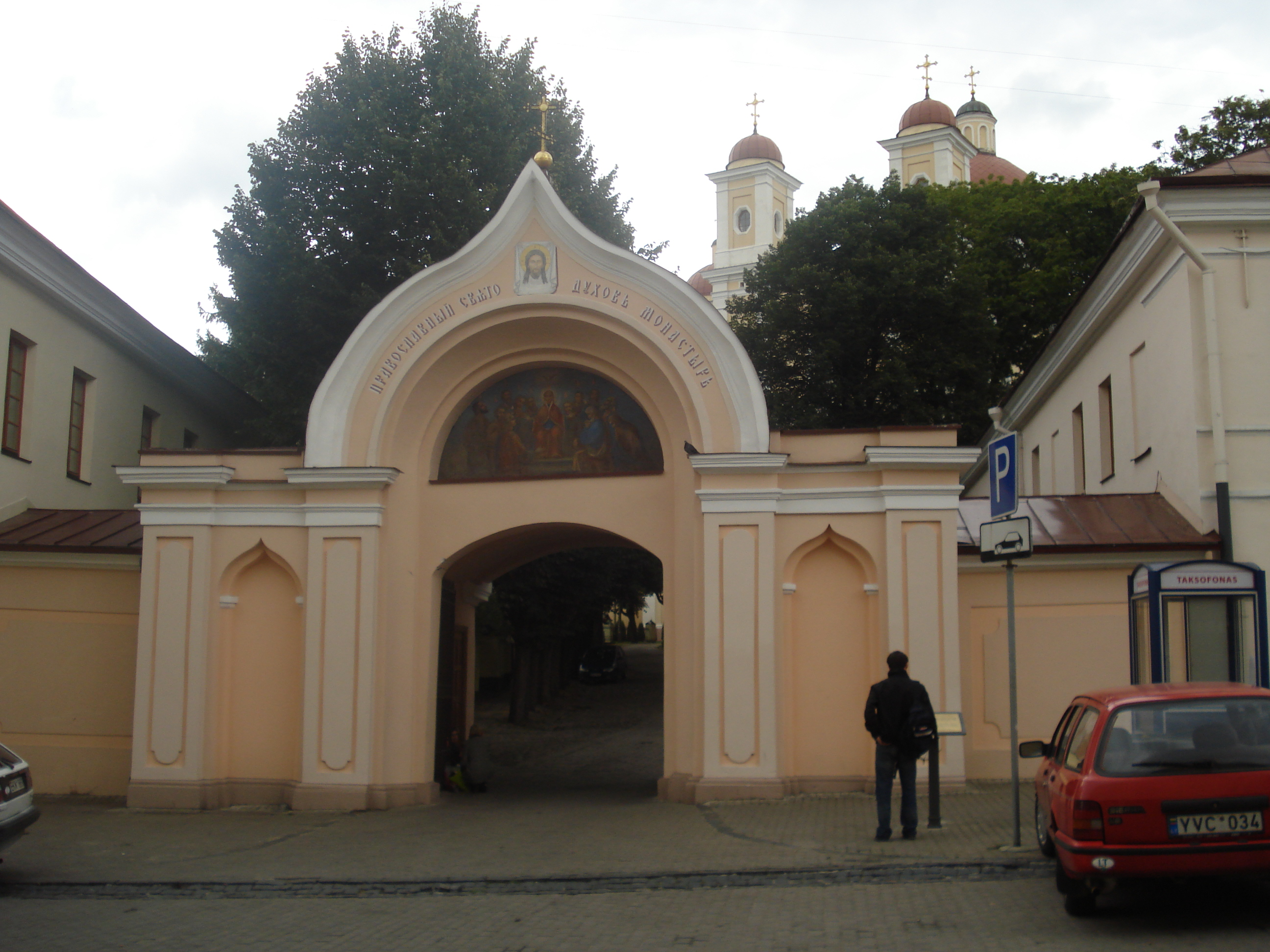
Brama monasteru Świętego Ducha w Wilnie. Jako locum tenens, a następnie ordynariusz eparchii wileńskiej i litewskiej arcybiskup Eleuteriusz rezydował na jego terenie

21 sierpnia 1911 r. w soborze Trójcy Świętej w Ławrze św. Aleksandra Newskiego miała miejsce jego chirotonia biskupia, której przewodniczył arcybiskup fiński i wyborski Sergiusz. Eleuteriusz został wówczas biskupem Kowna, wikariuszem eparchii wileńskiej i litewskiej. Wyjechał z Kowna po wybuchu I wojny światowej, uciekając w 1914 przed frontem. Wyjeżdżając z Litwy, zabrał z Wilna relikwie męczenników wileńskich. Do 1917 przebywał w monasterze Dońskim w Moskwie. W czerwcu tego roku wyznaczony na locum tenens eparchii wileńskiej i litewskiej, gdy dotychczasowy metropolita wileński Tichon został wybrany na metropolitę moskiewskiego i kołomieńskiego. Uczestniczył w Soborze Lokalnym Rosyjskiego Kościoła Prawosławnego w latach 1917–1918. Po zakończeniu jego prac wrócił do Wilna. Tam 24 maja 1920 wziął udział w spotkaniu z przedstawicielami polskiego Ministerstwa Wyznań Religijnych i Oświecenia Publicznego, którzy rozważali powierzenie mu zarządu diecezji chełmsko-warszawskiej, a w przyszłości udzielenie poparcia w staraniach o autokefalizację Kościoła w Polsce. Ostatecznie jednak za lepszego kandydata uznany został drugi duchowny uczestnik spotkania – biskup białostocki Włodzimierz.
28 czerwca 1921 r. patriarcha Tichon wyznaczył go na zwierzchnika eparchii wileńskiej i litewskiej z tytułem arcybiskupa. Tradycyjnie łączył urząd z godnością przełożonego monasteru Świętego Ducha w Wilnie. Po buncie Żeligowskiego podległa mu struktura została przedzielona granicą państwową. Wilno znalazło się początkowo na Litwie Środkowej, następnie zaś zostało włączone do Polski. W efekcie hierarcha nie miał w pierwszych dwóch latach zwierzchnictwa nad eparchią żadnego wpływu na to, co działo się na jej ziemiach pozostających w granicach Litwy kowieńskiej; cała jego działalność do 1923 skupiała się na sprawach Kościoła prawosławnego w II RP.

### Działalność w niepodległej Polsce
Arcybiskup Eleuteriusz zdecydowanie sprzeciwiał się staraniom o autokefalię dla Kościoła prawosławnego w Polsce. Był zwolennikiem zachowania jurysdykcyjnego status quo (tj. podporządkowania obszaru niepodległej Polski patriarchatowi moskiewskiemu i całej Rusi); w związku z tym nie uznał za swojego zwierzchnika metropolity warszawskiego Jerzego, mimo częściowego poparcia dla niego ze strony patriarchy Tichona. Krytykował również podjęcie przez niektórych biskupów prawosławnych rozmów z polskimi władzami państwowymi w sprawie przyszłej organizacji Kościoła. Wziął udział w soborze biskupów prawosławnych w Polsce 30 maja 1922 r., w czasie którego wystąpił przeciw sformułowanej przez metropolitę Jerzego deklaracji o rozstrzyganiu problemów prawosławia w Polsce bez konsultacji z Moskwą (tj. ani z patriarchatem, ani z popieraną przez bolszewików Żywą Cerkwią). Razem z locum tenens eparchii grodzieńskiej Włodzimierzem postulował poprawkę, która głosiła, iż sobór biskupów polskich, w razie konieczności rozstrzygania problemów będących w kompetencjach patriarchy, będzie mógł działać jedynie jednomyślnie. Poprawka ta nie została jednak uwzględniona. W tym momencie Eleuteriusz i Włodzimierz opuścili obrady soboru. Obydwaj hierarchowie przedstawili własne oświadczenie, w którym określili działalność metropolity Jerzego i popierających go biskupów jako łamiącą prawo kanoniczne. Podkreślili, że ewentualne starania o autokefalię poprą, jeśli patriarcha Tichon jednoznacznie wyrazi zgodę na usamodzielnienie się polskiego Kościoła. Powołując się na zły stan zdrowia, arcybiskup Eleuteriusz nie wziął udziału w kolejnym zjeździe biskupów 15 czerwca 1922 r., który przegłosował decyzję o wystosowaniu prośby o autokefalię do patriarchy konstantynopolitańskiego. Nie został również powołany w skład ukonstytuowanego w czasie soboru Świętego Synodu Kościoła w Polsce. 

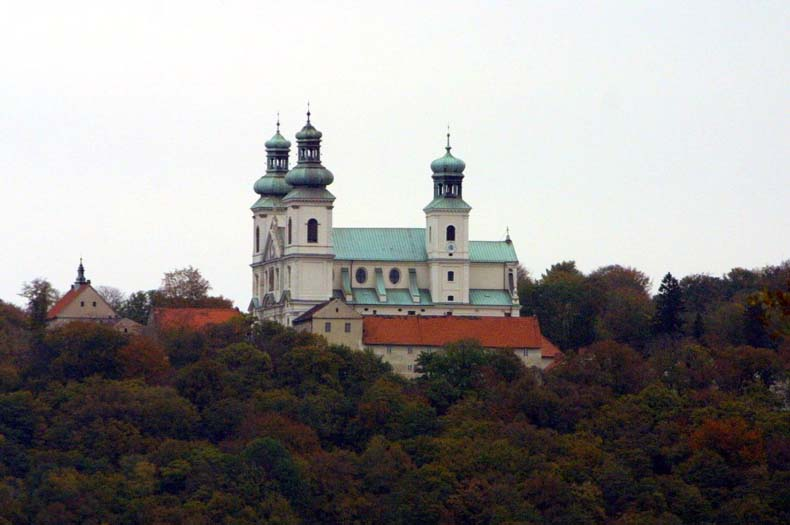
Widok klasztoru kamedulskiego w Krakowie, w którym arcybiskup Eleuteriusz przymusowo przebywał przez trzy miesiące. Powodem usunięcia z katedry wileńskiej i internowania był jego zdecydowany sprzeciw wobec starań o uzyskanie przez Kościół prawosławny w Polsce statusu autokefalicznego

W odpowiedzi arcybiskup Eleuteriusz zwołał do Wilna zjazd duchowieństwa swojej eparchii, który 30 czerwca uchwalił protest przeciwko działaniom metropolity Jerzego oraz innych zwolenników autokefalii, wysłany do innych kanonicznych Kościołów prawosławnych. Pod listem podpisały się również niektóre rosyjskie organizacje białej emigracji. Arcybiskup Eleuteriusz odmawiał płacenia obowiązkowych składek na utrzymanie Kościoła, a nawet zabronił kapłanom swojej eparchii modlić się w czasie nabożeństw za metropolitę Jerzego. Równocześnie hierarcha starał się doprowadzić do ożywienia życia parafialnego na Wileńszczyźnie, które zamarło po okresie bieżeństwa. Szczególną opieką otaczał żeński monaster św. Marii Magdaleny w Wilnie. Gdy mniszki z tej wspólnoty straciły dotychczasowy dom zakonny (klasztor zarekwirowany zakonowi wizytek przez władze carskie), doprowadził do ich tymczasowego zamieszkania w budynkach rozwiązanego męskiego monasteru Trójcy Świętej. 
Jego otwarte wystąpienia przeciw Jerzemu i popierającym go biskupom doprowadziły do usunięcia go z katedry. 6 września 1922 r. synod, złożony z trzech hierarchów: metropolity Jerzego, arcybiskupa Dionizego (Waledyńskiego) oraz biskupa Aleksandra (Inoziemcowa), uznał jego postępowanie za „niekanoniczne, nielegalne i anarchistyczne” i odebrał mu zarząd eparchii wileńskiej. 14 września 1922 arcybiskup Eleuteriusz został zatrzymany bezpośrednio po odprawieniu Świętej Liturgii w monasterskiej cerkwi Świętego Ducha w Wilnie i przebywał przez trzy miesiące w krakowskim klasztorze kamedułów na Bielanach. Mimo starań o zachowanie informacji o internowaniu biskupa w tajemnicy jego losy wyszły na jaw, wywołując protesty posłów mniejszości białoruskiej i ukraińskiej, a także wiernych eparchii wileńskiej. Protestowała również Litwa, zaś Liga Narodów zaapelowała do władz polskich o zezwolenie na wyjazd hierarchy. Ostatecznie Eleuteriusz opuścił klasztor kamedułów 5 grudnia 1922 r..

### Działalność na Litwie

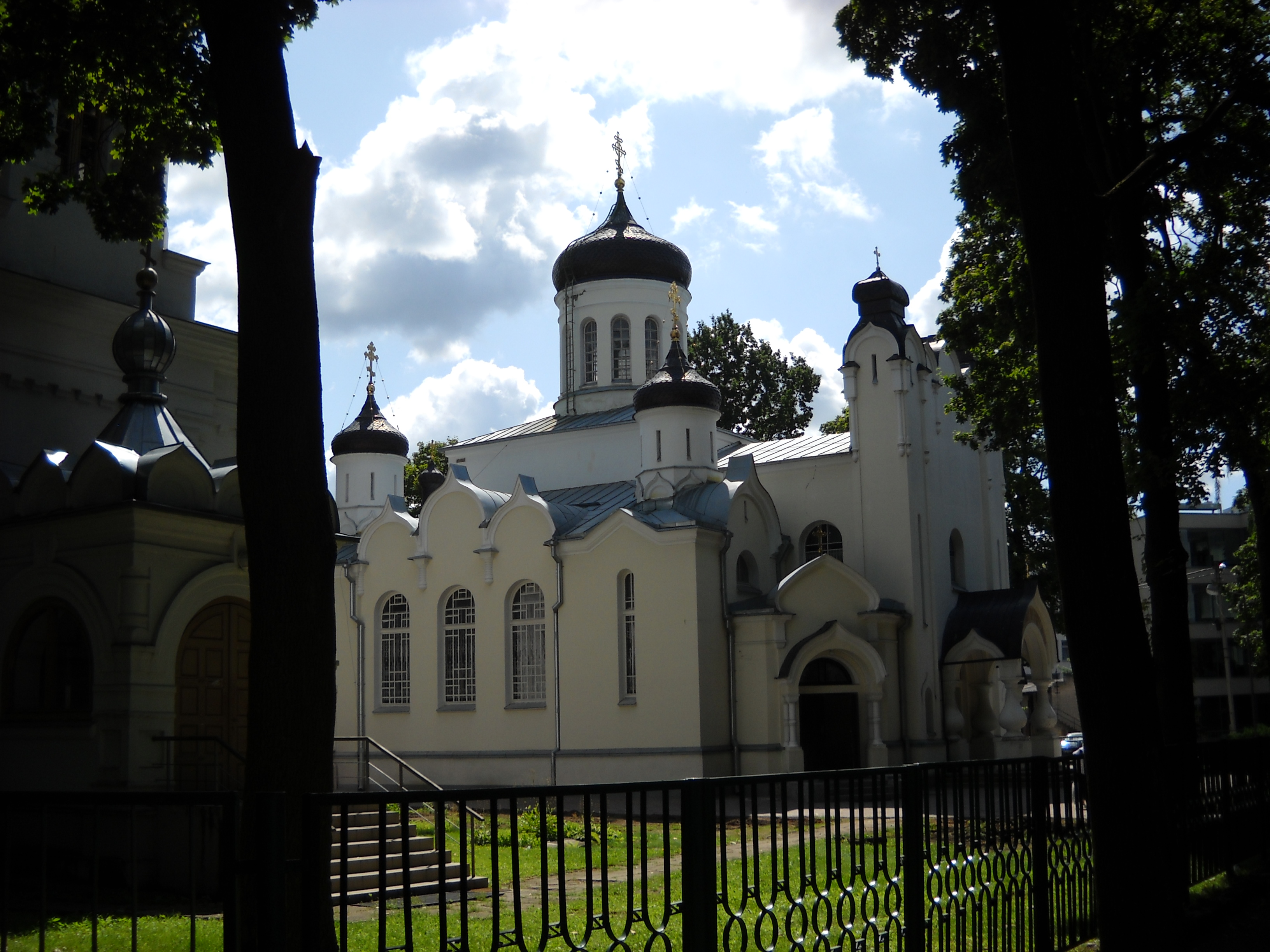
Sobór Zwiastowania w Kownie, wzniesiony w latach 30. XX wieku jako katedra metropolity wileńskiego i litewskiego przy udziale metropolity Eleuteriusza

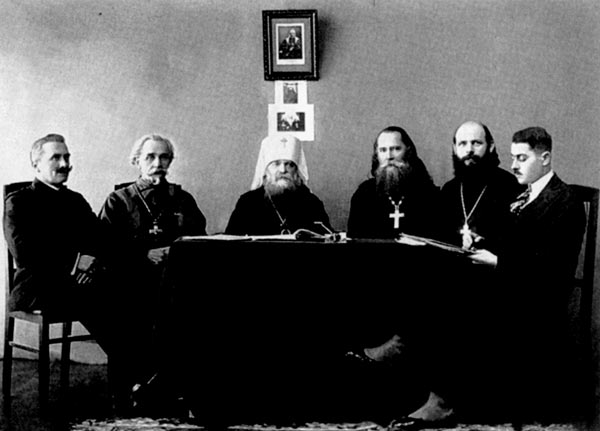
Metropolita Eleuteriusz z członkami rady eparchialnej. Fotografia z przełomu lat 20. i 30. XX wieku

Po uwolnieniu arcybiskup Eleuteriusz udał się do Kowna, gdzie ponownie zaczął pełnić obowiązki metropolity wileńskiego i litewskiego. Jego jurysdykcja była ograniczona granicą polsko-litewską. Chociaż nadal uważał się za zwierzchnika eparchii w jej granicach sprzed I wojny światowej, nie miał żadnej kontroli nad parafiami na Wileńszczyźnie (katedrę wileńską w jurysdykcji PAKP objął biskup Teodozjusz (Fieodosijew)). W 1923 rząd Litwy wyznaczył Kowno jako siedzibę głowy Kościoła prawosławnego w granicach Litwy. 29 marca 1922 r. władze litewskie, mimo początkowej rezerwy, wstępnie zaakceptowały arcybiskupa Eleuteriusza na tej katedrze oraz zrezygnowały ze starań o oderwanie się eparchii litewskiej od Kościoła Rosyjskiego; do czasu jego przyjazdu do Kowna posiadał swojego przedstawiciela – ks. Nikołaja Sawickiego, pracującego w cerkwi Zmartwychwstania Pańskiego w Kownie. 4 grudnia 1924 r. patriarcha Tichon nagrodził go za dotychczasową pracę duszpasterską prawem noszenia brylantowego krzyża na kłobuku.
Jako zwierzchnik eparchii wileńskiej i litewskiej brał udział w opracowaniu dokumentów regulujących stosunki między rządem litewskim a instytucjami Kościoła prawosławnego. Starał się również organizować na terytorium Litwy prawosławne stowarzyszenia prowadzące działalność charytatywną. Był także inicjatorem stworzenia organu prasowego eparchii – rosyjskojęzycznych Litowskich jeparchialnych wiedomosti, przemianowanych następnie na Gołos Litowskoj prawosławnoj jeparchii. Przyczynił się do wzniesienia w Kownie nowego soboru, który miał pełnić tymczasowo funkcję katedry biskupów wileńskich. Główną częścią jego działalności była jednak normalizacja życia parafialnego, które po I wojnie światowej w dużej mierze zamarło na ziemiach litewskich z powodu masowych wyjazdów wiernych i duchownych w głąb Rosji. Metropolita Eleuteriusz zreorganizował szereg parafii na terytorium Litwy, wyświęcał nowych kapłanów z myślą o podjęciu przez nich pracy duszpasterskiej w placówkach wiejskich, remontował istniejące świątynie, jak również inicjował budowę nowych cerkwi. Miały one zastąpić świątynie wzniesione za czasów carskich lub urządzone w zarekwirowanych Kościołowi Katolickiemu świątyniach, które prawosławni zwrócili prawowitym właścicielom po 1918 r.. 
W czasie sporów locum tenens patriarchatu moskiewskiego metropolity Sergiusza z hierarchami przeciwnymi jego lojalności wobec władzy radzieckiej bezwarunkowo popierał tego pierwszego. W 1928 udał się do Moskwy, by przedstawić mu raport w sprawie sytuacji prawosławia w Polsce i na Litwie. Za swoją postawę w czasie sporu o autokefalię PAKP otrzymał godność metropolity. Dodatkowo jako zwierzchnik eparchii znajdującej się całkowicie w granicach innego państwa niż ZSRR otrzymał on prawo do zarządzania nią w sposób analogiczny do funkcjonowania prawosławnych Kościołów autonomicznych.
W 1936, z okazji 25. rocznicy chirotonii biskupiej, otrzymał Order Wielkiego Księcia Giedymina I klasy.

### Egzarcha zachodnioeuropejski
W 1930 doszło do eskalacji konfliktu między metropolitą Sergiuszem (Stragorodskim) a zwierzchnikiem Zachodnioeuropejskiego Egzarchatu Rosyjskiego Kościoła Prawosławnego metropolitą Eulogiuszem. Spór ten, dotyczący zakresu lojalności prawosławnych hierarchów przebywających poza ZSRR wobec jego władz (w szczególności publicznego mówienia o prześladowaniach Cerkwi Rosyjskiej), doprowadził ostatecznie do zawieszenia metropolity Eulogiusza w stanie duchownym. Metropolita Sergiusz początkowo powierzył wakującą godność egzarchy wikariuszowi egzarchatu, arcybiskupowi nicejskiemu Włodzimierzowi. Wobec odmowy objęcia godności przez tego ostatniego nowym egzarchą został mianowany metropolita Eleuteriusz, który równolegle pozostał na katedrze litewskiej i nadal rezydował w Kownie. Wybór ten był motywowany jego całkowitą lojalnością wobec metropolity Sergiusza. Jako metropolita starał się skupiać wokół siebie emigrację rosyjską i przeciwdziałać rozwijaniu się Rosyjskiego Kościoła Prawosławnego poza granicami Rosji i Zachodnioeuropejskiego Egzarchatu Parafii Rosyjskich. 
W 1939, po klęsce Polski w walce z III Rzeszą i Związkiem Radzieckim, gdy Wilno i Wileńszczyzna decyzją Stalina zostało przyłączone do Litwy, metropolita Eleuteriusz wrócił do tego miasta. Arcybiskup Teodozjusz (Fieodosijew) dobrowolnie zrzekł się na jego rzecz katedry i uznał jurysdykcję Rosyjskiego Kościoła Prawosławnego. 20 grudnia 1939 metropolita moskiewski i kołomieński Sergiusz potwierdził uprawnienia metropolity Eleuteriusza do zarządzania całą eparchią wileńską i litewską w granicach przed 1914 r.. Jednak już w roku następnym duchowny, chory na zapalenie opon mózgowych, zrezygnował z urzędu i zamieszkał w monasterze Świętego Ducha w Wilnie, gdzie zmarł. Został pochowany w klasztornej cerkwi. 
Jego brat Iwan (po złożeniu ślubów zakonnych Izydor) również był biskupem prawosławnym.